# Campeonato Mundial de Atletismo Júnior de 2014 - 400 m com barreiras feminino
A prova dos 400 metros com barreiras feminino do Campeonato Mundial de Atletismo Júnior de 2014 ocorreu entre os dias 24 e 26 de julho em Eugene, nos Estados Unidos. 

## Recordes
Antes desta competição, os recordes mundiais e do campeonato nesta prova eram os seguintes:
|     | Nome           | Nacionalidade  | Tempo | Local    | Data                  |
| --- | -------------- | -------------- | ----- | -------- | --------------------- |
| WJR | Wang Xing      | China          | 54.40 | Nanquim  | 21 de outubro de 2005 |
| CR  | Lashinda Demus | Estados Unidos | 54.70 | Kingston | 19 de julho de 2002   |

## Medalhistas
| Ouro                 | Prata                | Bronze            |
| Shamier Little (USA) | Shona Richards (GBR) | Jade Miller (USA) |

## Cronograma
Todos os horários são locais (UTC-7).
| Data        | Hora  | Evento        |
| ----------- | ----- | ------------- |
| 24 de julho | 12:45 | Eliminatórias |
| 25 de julho | 19:05 | Semifinal     |
| 26 de julho | 16:10 | Final         |

## Resultados

### Eliminatórias
Qualificação: Os 4 primeiros de cada bateria (Q) e os 4 tempos mais rápidos (q). 
Bateria 1
| Posição | Atleta              | Nacionalidade  | Raia | Reação | Tempo   | Notas |
| ------- | ------------------- | -------------- | ---- | ------ | ------- | ----- |
| 1       | Jade Miller         | Estados Unidos | 5    | 0.203  | 57.85   | Q     |
| 2       | Mariam Abdul-Rashid | Canadá         | 4    | 0.204  | 58.60   | Q     |
| 3       | Jana Reissová       | Chéquia        | 3    | 0.201  | 59.14   | Q     |
| 4       | Laura Gläsner       | Alemanha       | 8    | 0.276  | 59.78   | Q     |
| 5       | Valentina Cavalleri | Itália         | 7    | 0.221  | 59.82   | q,    |
| 6       | Alena Hrusoci       | Croácia        | 2    | 0.247  | 1:00.66 | q     |
| 7       | Daniela Ledecká     | Eslováquia     | 6    | 0.164  | 1:00.75 |       |

Bateria 2
| Posição | Atleta            | Nacionalidade | Raia | Reação | Tempo   | Notas |
| ------- | ----------------- | ------------- | ---- | ------ | ------- | ----- |
| 1       | Tetiana Melnyk    | Ucrânia       | 6    | 0.174  | 59.38   | Q     |
| 2       | Joan Medjid       | França        | 4    | 0.211  | 59.63   | Q     |
| 3       | Nenah de Coninck  | Bélgica       | 2    | 0.179  | 1:00.17 | Q     |
| 4       | Aneja Simončič    | Eslovênia     | 5    | 0.196  | 1:00.77 | Q     |
| 5       | Mesha Newbold     | Bahamas       | 3    | 0.219  | 1:01.24 |       |
| 6       | Alexandra Tierney | Tailândia     | 8    | 0.204  | 1:01.96 |       |
| 7       | Meaza Kebede      | Etiópia       | 7    | 0.227  | 1:03.53 |       |
| 8       | D'Jané Kriedemann | África do Sul | 1    | 0.187  | 1:07.38 |       |

Bateria 3
| Posição | Atleta             | Nacionalidade | Raia | Reação | Tempo   | Notas |
| ------- | ------------------ | ------------- | ---- | ------ | ------- | ----- |
| 1       | Zurian Hechavarría | Cuba          | 8    | 0.215  | 58.21   | Q,    |
| 2       | Shona Richards     | Reino Unido   | 3    | 0.163  | 58.37   | Q     |
| 3       | Ayomide Folorunso  | Itália        | 4    | 0.199  | 58.79   | Q     |
| 4       | Maryia Roshchyn    | Espanha       | 5    | 0.182  | 59.67   | Q     |
| 5       | Tatiana Sánchez    | Colômbia      | 2    | 0.190  | 1:00.68 |       |
| 6       | Andreea Timofei    | Roménia       | 6    | 0.213  | 1:02.20 |       |
| 7       | Virginia Villalba  | Equador       | 7    | 0.208  | 1:03.73 |       |

Bateria 4
| Posição | Atleta            | Nacionalidade | Raia | Reação | Tempo   | Notas |
| ------- | ----------------- | ------------- | ---- | ------ | ------- | ----- |
| 1       | Tia-Adana Belle   | Barbados      | 2    | 0.193  | 59.05   | Q     |
| 2       | Genekee Leith     | Jamaica       | 7    | 0.422  | 59.59   | Q     |
| 3       | Ashley Taylor     | Canadá        | 3    | 0.173  | 59.82   | Q     |
| 4       | Lenka Svobodová   | Chéquia       | 4    | 0.146  | 59.97   | Q     |
| 5       | Akiko Ito         | Japão         | 8    | 0.208  | 1:00.06 | q     |
| 6       | Julija Praprotnik | Eslovênia     | 5    | 0.300  | 1:00.95 |       |
| 7       | Talia Thompson    | Bahamas       | 6    | 0.183  | 1:02.33 |       |

Bateria 5
| Posição | Atleta                | Nacionalidade  | Raia | Reação | Tempo   | Notas |
| ------- | --------------------- | -------------- | ---- | ------ | ------- | ----- |
| 1       | Shamier Little        | Estados Unidos | 3    | 0.222  | 57.94   | Q     |
| 2       | Dihia Haddar          | Argélia        | 7    | 0.296  | 58.97   | Q,    |
| 3       | Jessica Turner        | Reino Unido    | 2    | 0.207  | 59.58   | Q     |
| 4       | Jackie Baumann        | Alemanha       | 4    | 0.316  | 1:00.22 | Q     |
| 5       | Ella Solin            | Austrália      | 8    | 0.268  | 1:00.27 | q     |
| 6       | Imola Boglarka Blazer | Roménia        | 6    | 0.214  | 1:01.65 |       |
| 7       | Büsra Yildirim        | Turquia        | 5    | 0.233  | 1:02.40 |       |

### Semifinal
Qualificação: Os 2 primeiros de cada bateria (Q) e os 2 tempos mais rápidos (q). 
Semifinal 1
| Posição | Atleta              | Nacionalidade | Raia | Reação | Tempo   | Notas |
| ------- | ------------------- | ------------- | ---- | ------ | ------- | ----- |
| 1       | Zurian Hechavarría  | Cuba          | 3    | 0.177  | 58.03   | Q,    |
| 2       | Genekee Leith       | Jamaica       | 4    | 0.279  | 58.05   | Q,    |
| 3       | Joan Medjid         | França        | 5    | 0.176  | 58.46   | q     |
| 4       | Tia-Adana Belle     | Barbados      | 6    | 0.195  | 58.59   |       |
| 5       | Akiko Ito           | Japão         | 1    | 0.196  | 1:00.11 |       |
| 6       | Ashley Taylor       | Canadá        | 7    | 0.205  | 1:00.12 |       |
| 7       | Maryia Roshchyn     | Espanha       | 8    | 0.231  | 1:00.37 |       |
| 8       | Valentina Cavalleri | Itália        | 2    | 0.189  | 1:00.98 |       |

Semifinal 2
| Posição | Atleta              | Nacionalidade  | Raia | Reação | Tempo   | Notas |
| ------- | ------------------- | -------------- | ---- | ------ | ------- | ----- |
| 1       | Shona Richards      | Reino Unido    | 3    | 0.146  | 57.08   | Q     |
| 2       | Jade Miller         | Estados Unidos | 4    | 0.216  | 57.28   | Q     |
| 3       | Mariam Abdul-Rashid | Canadá         | 5    | 0.213  | 57.89   | q,    |
| 4       | Jana Reissová       | Chéquia        | 6    | 0.218  | 59.35   |       |
| 5       | Alena Hrusoci       | Croácia        | 2    | 0.236  | 1:00.44 |       |
| 6       | Jackie Baumann      | Alemanha       | 8    | 0.242  | 1:00.87 |       |
| 7       | Nenah de Coninck    | Bélgica        | 7    | 0.233  | 1:02.33 |       |
| 8       | Aneja Simončič      | Eslovênia      | 1    | 0.219  | 1:02.51 |       |

Semifinal 3
| Posição | Atleta            | Nacionalidade  | Raia | Reação | Tempo   | Notas |
| ------- | ----------------- | -------------- | ---- | ------ | ------- | ----- |
| 1       | Shamier Little    | Estados Unidos | 4    | 0.274  | 57.18   | Q     |
| 2       | Ayomide Folorunso | Itália         | 3    | 0.213  | 58.47   | Q,    |
| 3       | Tetiana Melnyk    | Ucrânia        | 5    | 0.198  | 59.37   |       |
| 4       | Dihia Haddar      | Argélia        | 6    | 0.225  | 59.40   |       |
| 5       | Jessica Turner    | Reino Unido    | 8    | 0.209  | 1:00.39 |       |
| 6       | Ella Solin        | Austrália      | 2    | 0.221  | 1:00.62 |       |
| 7       | Laura Gläsner     | Alemanha       | 7    | 0.249  | 1:00.72 |       |
| 8       | Lenka Svobodová   | Chéquia        | 1    | 0.252  | 1:01.78 |       |

### Final
A prova final foi realizada no dia 26 de julho às 16:10. 
| Posição           | Atleta              | Nacionalidade  | Raia | Reação | Tempo | Notas           |
| ----------------- | ------------------- | -------------- | ---- | ------ | ----- | --------------- |
| Medalha de ouro   | Shamier Little      | Estados Unidos | 5    | 0.213  | 55.66 |                 |
| Medalha de prata  | Shona Richards      | Reino Unido    | 6    | 0.192  | 56.16 | NJR             |
| Medalha de bronze | Jade Miller         | Estados Unidos | 3    | 0.174  | 56.22 | Recorde pessoal |
| 4                 | Zurian Hechavarría  | Cuba           | 4    | 0.308  | 56.89 | NJR             |
| 5                 | Mariam Abdul-Rashid | Canadá         | 2    | 0.238  | 57.42 | Recorde pessoal |
| 6                 | Genekee Leith       | Jamaica        | 8    | 0.237  | 58.33 |                 |
| 7                 | Ayomide Folorunso   | Itália         | 7    | 0.272  | 58.34 | Recorde pessoal |
| 8                 | Joan Medjid         | França         | 1    | 0.185  | 58.84 |                 |

Legenda
| Recorde mundial       | Recorde mundial (World record)               |                       | Recorde africano                      | Recorde africano (African) |                                           | Q | Classificado por posição (Qualified) |
| Recorde do campeonato | Recorde do campeonato (Championship record)  | Recorde da América    | Recorde da América (Americas)         | q                          | Classificado por melhor tempo (Qualified) |   |                                      |
| Melhor marca do ano   | Melhor marca do ano (World leading)          | Recorde asiático      | Recorde asiático (Asian)              | DNS                        | Não largou (Did not start)                |   |                                      |
| Recorde nacional      | Recorde nacional (National record)           | Recorde europeu       | Recorde europeu (European)            | DNF                        | Não terminou (Did not finish)             |   |                                      |
| Recorde pessoal       | Recorde pessoal do atleta (Personal best)    | Recorde da Oceania    | Recorde da Oceania (Oceania)          | DSQ / DQ                   | Desclassificado (Disqualified)            |   |                                      |
| Recorde da temporada  | Recorde da temporada do atleta (Season best) | Recorde sul-americano | Recorde sul-americano (South America) | NM                         | Sem marca (No mark)                       |   |                                      |